# Juan Alejandro Ávila
Juan Alejandro Ávila (Ciudad de México, México, 29 de marzo de 1973) es un actor mexicano-estadounidense. También es conocido por interpretar varios papeles en series y telenovelas de Televisa y Telemundo. Desde 2009, ha participado en diversas series de televisión como La rosa de Guadalupe y Como dice el dicho de Televisa. Su última participación reciente fue en Sin miedo a la verdad en la primera temporada. Actualmente lleva 21 años de carrera como actor hasta ahora.

## Carrera
Debutó como actor en 2003 con una participación especial en la telenovela El alma herida producida por Argos Comunicación de Telemundo, dando el papel como Henry. En 2006 participa en el cine en la película Bienvenido paisano y participó en la telenovela Marina como el Inspector León Felipe.
En 2009, entró a Televisa y participó en la serie de televisión La rosa de Guadalupe donde participan en algunos capítulos adicionales hasta ahora apareció 70 capítulos en distintos personajes.
Siete años después, participó en la serie de televisión Kipatla como Salvador. Juan participó en la telenovela La mujer del Vendaval en la cual solo participó en tres capítulos, junto a los créditos de Ariadne Díaz y José Ron. También en ese año, regresó a los Estados Unidos para participar en la telenovela La patrona como abogado. En 2014 participó en la serie de televisión Dos Lunas como agente militar.
En 2015, participó en la telenovela Los miserables interpretado a Javier Arteaga. También regresó a México para participar en la serie Como dice el dicho, posteriormente participó en la telenovela A que no me dejas en la segunda temporada, junto con Camila Sodi e Ignacio Casano. También en ese mismo año, participó en la serie Escándalos: Todo es real excepto sus nombres como Vicente. En 2016, se unió al elenco de la bioserie Hasta que te conocí. En el mismo año, participó en la telenovela Mujeres de negro y poco después en la telenovela La candidata.
Desde 2017, hizo una participación recurrente como Jacinto en la telenovela producida por Lucero Suárez Enamorándome de Ramón. Regresa nuevamente a los Estados Unidos  para participar en la serie de televisión Señora Acero: La Coyote en la cuarta temporada como José Luis. En 2018, Juan participó en la primera temporada de Por amar sin ley dando el papel como ministerio público, en ese año participa en la telenovela Tenías que ser tú, dando el personaje de Norman.

## Vida personal
Juan estudió en la Fundación Universidad de las Américas en Puebla, también fue integrante del equipo representativo de atletismo. Actor de la compañía de teatro de la UDLA y del grupo de historias. Trabajó en el departamento de promoción e incorporación estudiantil.

## Filmografía

### Películas
| Año  | Título                     | Personaje      |
| ---- | -------------------------- | -------------- |
| 2017 | Fausto (2017)              | Ricardo        |
| 2010 | Tenías que ser tú          | Norman         |
| 2005 | Esperanza ¡Que perra vida! | Enrique        |
| 2006 | Bienvenido paisano         | Patrullero III |

2005 

### Telenovelas
| Año       | Título                  | Personaje             |
| --------- | ----------------------- | --------------------- |
| 2020      | Te doy la vida          | Sabas                 |
| 2018      | Por amar sin ley        | Ministerio público    |
| 2017-2018 | Señora Acero, La Coyote | José Luis             |
| 2017      | Enamorándome de Ramón   | Jacinto               |
| 2016      | La candidata            |                       |
| 2016      | Mujeres de negro        | Duarte                |
| 2015-2016 | A que no me dejas       |                       |
| 2015      | Los miserables          | Javier Arteaga        |
| 2013      | La patrona              | Abogado               |
| 2013      | La mujer del Vendaval   |                       |
| 2006-2007 | Marina                  | Inspector León Felipe |
| 2003      | El alma herida          | Henry                 |

### Series de televisión
| Año       | Título                | Personaje          | Episodios                                                 |
| --------- | --------------------- | ------------------ | --------------------------------------------------------- |
| 2022      | Un día para vivir     | Rodrigo Alarcón #1 | Episodio: El reto                                         |
| 2018-2019 | Sin miedo a la verdad | Meneses            | Primera y segunda temporada                               |
| 2018      | Sr. Ávila             | Ejecutivo Banco    | Cuarta temporada, episodio: Matar bien para vivir mejor   |
| 2017      | La piloto             |                    |                                                           |
| 2016      | Hasta que te conocí   | Policía            | Episodio: La luna ya se metió                             |
| 2015      | Como dice el dicho    | Sergio             | Episodio: Ya no quiero queso... sino salir de la ratonera |
| 2014      | Dos Lunas             | Militar            |                                                           |
| 2013      | Kipatla               | Salvador           | Episodio: En los zapatos de Paula                         |
| 2009–2019 | La rosa de Guadalupe  | Varios personajes  | 70 episodios                                              |